# Golnik
Golnik este o localitate din comuna Kranj, Slovenia, cu o populație de 1.026 de locuitori.